# Pustularia
Genre
Synonymes
- Epona H. Adams & A. Adams, 1854
- Trivia (Epona) H. Adams & A. Adams, 1854[1]

Pustularia est un genre de mollusques gastéropodes de la famille des Cypraeidae (les « porcelaines »). L'espèce-type est Pustularia cicercula.

## Liste d'espèces
Selon World Register of Marine Species (29 septembre 2017) :
- Pustularia bistrinotata Schilder & Schilder, 1937
- Pustularia chiapponii Lorenz, 1999
- Pustularia cicercula (Linnaeus, 1758)
- Pustularia globulus (Linnaeus, 1758)
- Pustularia marerubra Lorenz, 2009
- Pustularia margarita (Dillwyn, 1817)
- Pustularia mauiensis (Burgess, 1967)